# Johnny Leoni
Johnny Leoni (Sion, 30 de junho de 1984) é um futebolista suíço que atua como guarda-redes. 
Leoni começou a sua carreia no FC Sion, tendo mais tarde se transferido para o FC Zürich. Ficou famoso no jogo contra o Real Madrid, após "colaborar" no quarto golo do time merengue, marcado pelo português Cristiano Ronaldo. Em 2012 transferiu-se para o AC Omonia, do Chipre. Em Fevereiro de 2013 foi emprestado ao Neftçi Baku PFC, do Azerbeijão. A 10 de Agosto de 2013 assinou contrato válido por duas épocas com o Club Sport Marítimo.
Desde de 2014 está atuando no FC Le Mont.